# Raketový útok na obchodní centrum v Kremenčuku
Raketový útok na obchodní centrum Amstor v Kremenčuku provedly Ozbrojené síly Ruské federace 27. června 2022 v průběhu ruské invaze na Ukrajinu. Podle ukrajinského prezidenta Volodymyra Zelenského se v něm v té době nacházelo okolo 1000 osob. Vojenské vzdušné síly Ruské federace vystřelily z prostoru Kurské oblasti řízenou střelu Ch-22 z letounu typu Tupolev Tu-22M. K útoku došlo v odpoledních hodinách po pracovní době, kdy v centru nakupovalo větší množství osob. Po útoku budova vzplanula a plocha plamenů překročila 10 000 m². Na místě zasáhlo okolo 100 hasičů a hasičský vůz.
Podle gubernátora Poltavské oblasti Dmytro Lunina si útok vyžádal nejméně 15 obětí na životech a 56 raněných. Později počet obětí vystoupil na 20.